# Parc botanique de Launay
Le Parc Botanique de Launay est un parc botanique de 90 hectares situé au sein de l’université Paris-Sud, à Orsay. 
Il reçut en février 2001 le label de « Jardins botaniques de France et des pays francophones » ainsi que celui de « Collection nationale » le 14 mai 2010 pour sa collection de Sisyrinchium et est aujourd’hui membre du "Botanic Gardens Conservation Internacional" (BGCI) sous l'identifiant "ORSAY".

## Histoire
L'université a été créée en 1954 s'étalant sur plus de 238 hectares répartie sur 3 communes de l’Essonne. 
En 1965 une portion du campus fut choisie pour devenir le parc connu actuellement. 
Ce lieu est maintenant utilisé aussi bien en tant que parc pouvant être visité librement et gratuitement (certaines visites à thème y sont parfois organisées) que pour servir de support de recherche (c'est le cas de la collection de Sisyrinchium qui devrait permettre de mieux comprendre l'évolution de la pollinisation dans ce groupe de plante). 

## Collections
Actuellement, le parc regroupe environ 3000 taxons botaniques appartenant à 428 genres et 131 familles. 
On y retrouve différentes collections tel que celles de Camellia, de Frênes, de Genévrier et de Caryer. Mais aussi d'autres arbres tel que des Gommiers, des Arbres au Caramel, un Poncirus etc..